# أوميت بوزكورت
أوميت بوزكورت (بالتركية: Ümit Bozkurt)‏ هو لاعب كرة قدم تركي في مركز الدفاع، ولد في 20 أبريل 1976 في عنتاب في تركيا. لعب مع أوردو سبور وأوفتاس سبور وغنتشلربيرليغي وقونية سبور ومانيساسبور.

## وصلات خارجية
- أوميت بوزكورت على موقع اتحاد تركيا (لاعب) (الإنجليزية)
- أوميت بوزكورت على موقع اتحاد تركيا (مدرب) (الإنجليزية)
- أوميت بوزكورت على موقع قاعدة بيانات كرة القدم.إي يو (الإنجليزية)
- أوميت بوزكورت على موقع Soccerway.com (الإنجليزية)
- أوميت بوزكورت على موقع عالم كرة القدم.نت (الإنجليزية)